# Luková

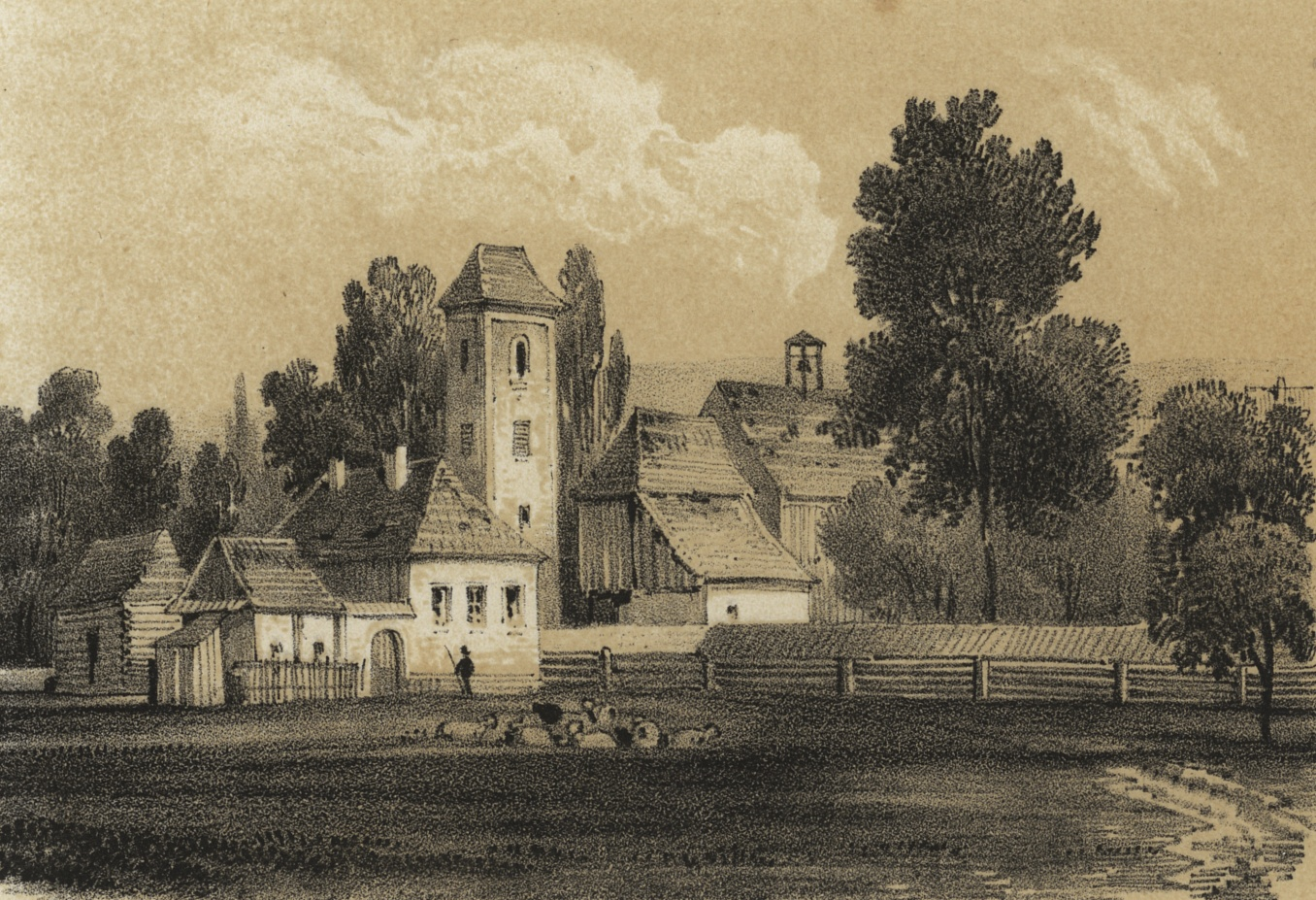
Lukau im Jahre 1845

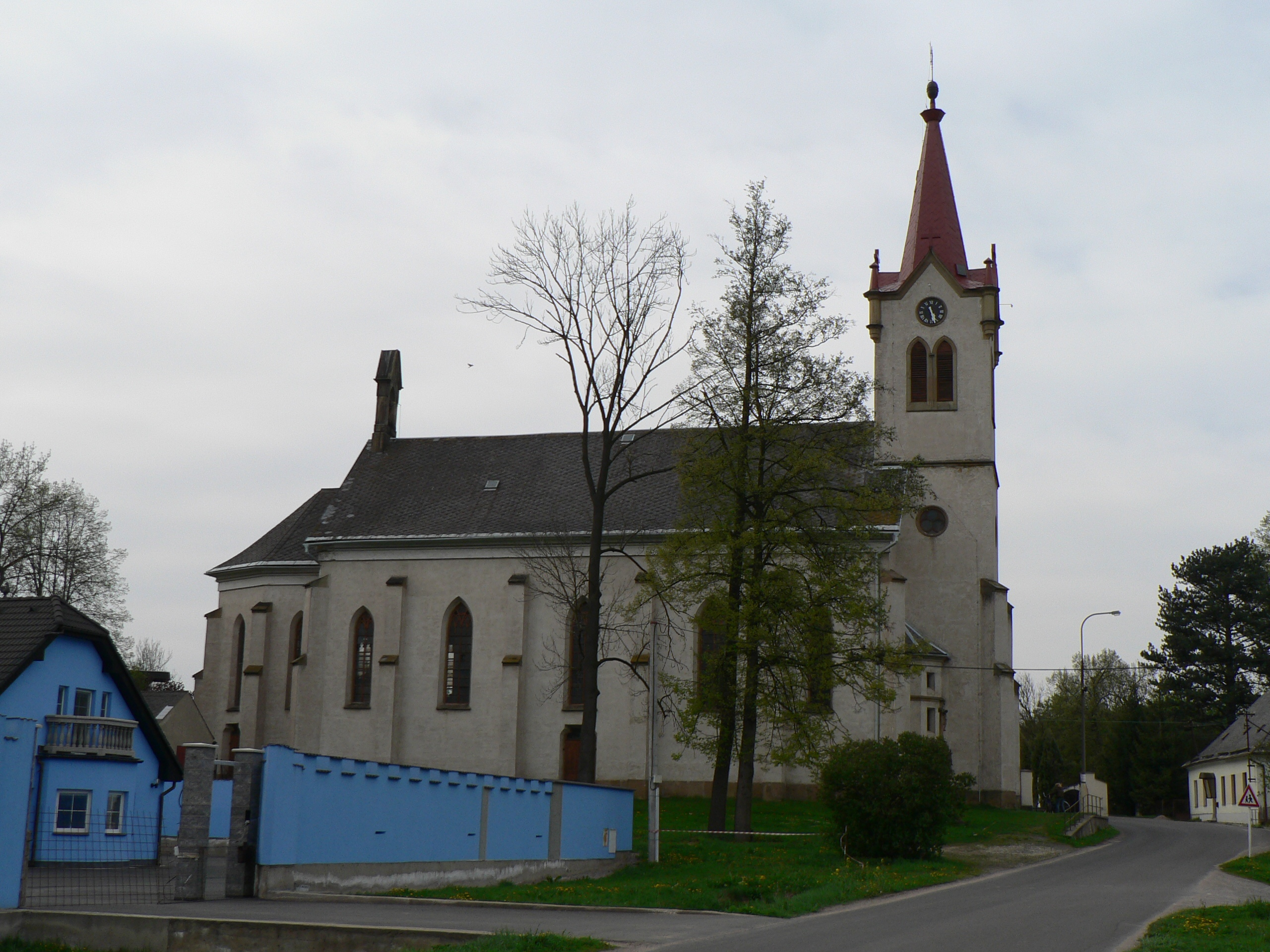
Kirche St. Margarethen in Lukau, erbaut 1885

Luková (deutsch Lukau, auch Lucke, Grobnwälza und 1304 Lucow) ist eine Gemeinde in Tschechien. Sie liegt zwölf Kilometer südöstlich von Česká Třebová und gehört zum Okres Ústí nad Orlicí.

## Geographie
Luková befindet sich in der Lanškrounská kotlina (Landskroner Kessel) im Adlergebirgsvorland. Das Dorf erstreckt sich am Fuße des Červený pahorek (Lukauer Rothhübel, 388 m) entlang des Lukovký potok (Johannisbach) oberhalb dessen Einmündung in die Moravská Sázava und bildet mit Damníkov ein geschlossenes Siedlungsgebiet. Nordöstlich des Dorfes verläuft die Eisenbahnstrecke von Česká Třebová und Zábřeh, an der sich am nördlichen Ortsrand die Bahnstation Luková u Rudoltic befindet.
Nachbarorte sind Lanškroun im Norden, Žichlínek im Osten, Rychnov na Moravě im Südosten, Květná im Süden, Trpík und Anenská Studánka im Südwesten, Damníkov im Westen sowie Rudoltice im Nordwesten.

## Geschichte
Die erste urkundliche Erwähnung von Lukow erfolgte 1304 in einer Urkunde Wenzels II. im Zuge der Schenkung der Herrschaft Landskron an das Kloster Königsaal. 1349 wurde die zum Bistum Litomyšl gehörige Pfarre Lukow erstmals erwähnt. Im Zuge eines Tauschgeschäftes gelangte 1358 Lukow zusammen mit den Herrschaften Landskron und Landsberg an den Bischof von Leitomischl, während das Kloster günstiger gelegene Gebiete um Prag erhielt. Ab 1461 gehörte das Dorf dem Augustinerkloster Landskron. Nach dem Ausbruch der Hussitenkriege flohen die Augustiner 1421 nach Olmütz und nach dem Erlöschen des Bistums Leitomischl verkaufte Georg von Podiebrad die bischöflichen und klösterlichen Güter an den Prager Burggrafen Zdeněk Kostka von Postupitz. Später wurde Adam Herzan von Harras Besitzer des Dorfes. Lukow war bis 1622 Sitz eines herrschaftlichen Hofes, zu dem eine Schäferei gehörte. Nach der Schlacht am Weißen Berg erhielt die Harrasschen Güter Karl von Liechtenstein. Er schloss den Hof Lukow an die Güter in Ziegenfus an. Im Zuge der Rekatholisierung erlosch 1677 die Pfarre in Lukow und wurde zur Filialkirche von Landskron.
1784 erhob Kaiser Joseph II. die Kirche St. Margarethen zur Pfarrkirche. Schulort war bis zur Einrichtung der eigenen Schule im Jahre 1870 Thomigsdorf.
1993 wurde die neue Eisenbahnstation Luková u Rudoltic eingeweiht. Bis dahin war der nächste Bahnhalt in Rudoltice.

## Ortsgliederung
Die Gemeinde Luková besteht aus den Ortsteilen Květná (Ziegenfuß) und Luková (Lukau).

## Bevölkerungsentwicklung
Die Gemeinde war seit dem 13./14. Jahrhundert bis 1945/46 überwiegend von Deutschmährern bewohnt. Die deutschsprachige Bevölkerung wurde nach dem Zweiten Weltkrieg auf Grund der Beneš-Dekrete enteignet und vertrieben. Durch den Weltkrieg und die Vertreibung sank die Bevölkerungszahl des Dorfes von 1065 Einwohnern (1930) auf 664 im Jahr 1950 ab. Im Jahr 2014 gab es in Luková 735 ständige Einwohner. Die Einwohneranzahl liegt demnach im 21. Jahrhundert unter den durchschnittlichen Bevölkerungszahlen zwischen 1869 und 1930.

## Sehenswürdigkeiten
- Kirche St. Margarethen, erbaut 1885 anstelle einer Holzkirche
- Grabmal bei der Kirche St. Margarethen mit der Inschrift: „Gewidmet von den Eheleuten ANTON und ROSALIA BLASCHKA aus Luckau Nro. 40, 1894“
- Statue des Hl. Johannes von Nepomuk, geschaffen 1810, mit der Inschrift: „ZVR GRÖSSERER EHRE DES HEILIGEN IOHANNES VON NEPOMVCK HAT DIESE STATVE ERRICHTEN LASSEN LIBOR APPL ANNO DOMINI 1810“
- Statuengruppe der Hl. Dreifaltigkeit, errichtet 1812, mit der Inschrift: „DER ANTON SÜSZ HAT DIESE STATUR AUFBAUEN LASSEN NICHT AUS FRAVEL (Frevel) SONDERN ZUR EHRE GOTTES AD 1812“
- Tempel der Böhmischen Brüdergemeine, errichtet 1951
- Kapelle St. Laurentius in Květná, erbaut 1863
- Barockkreuz der Schmerzreichen Jungfrau Maria in Květná aus dem Jahre 1771

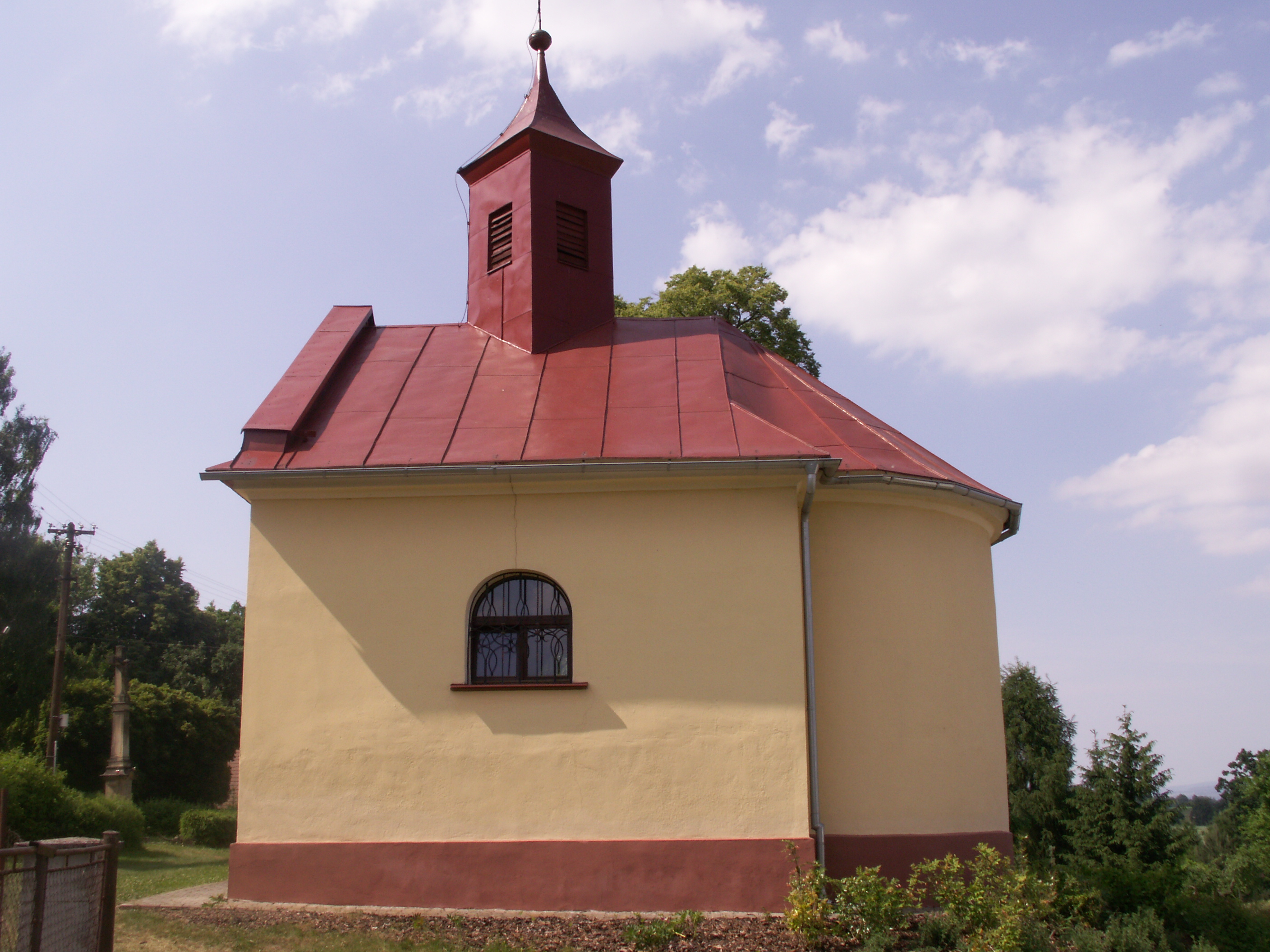
Kapelle St. Laurentius in Květná, erbaut 1863
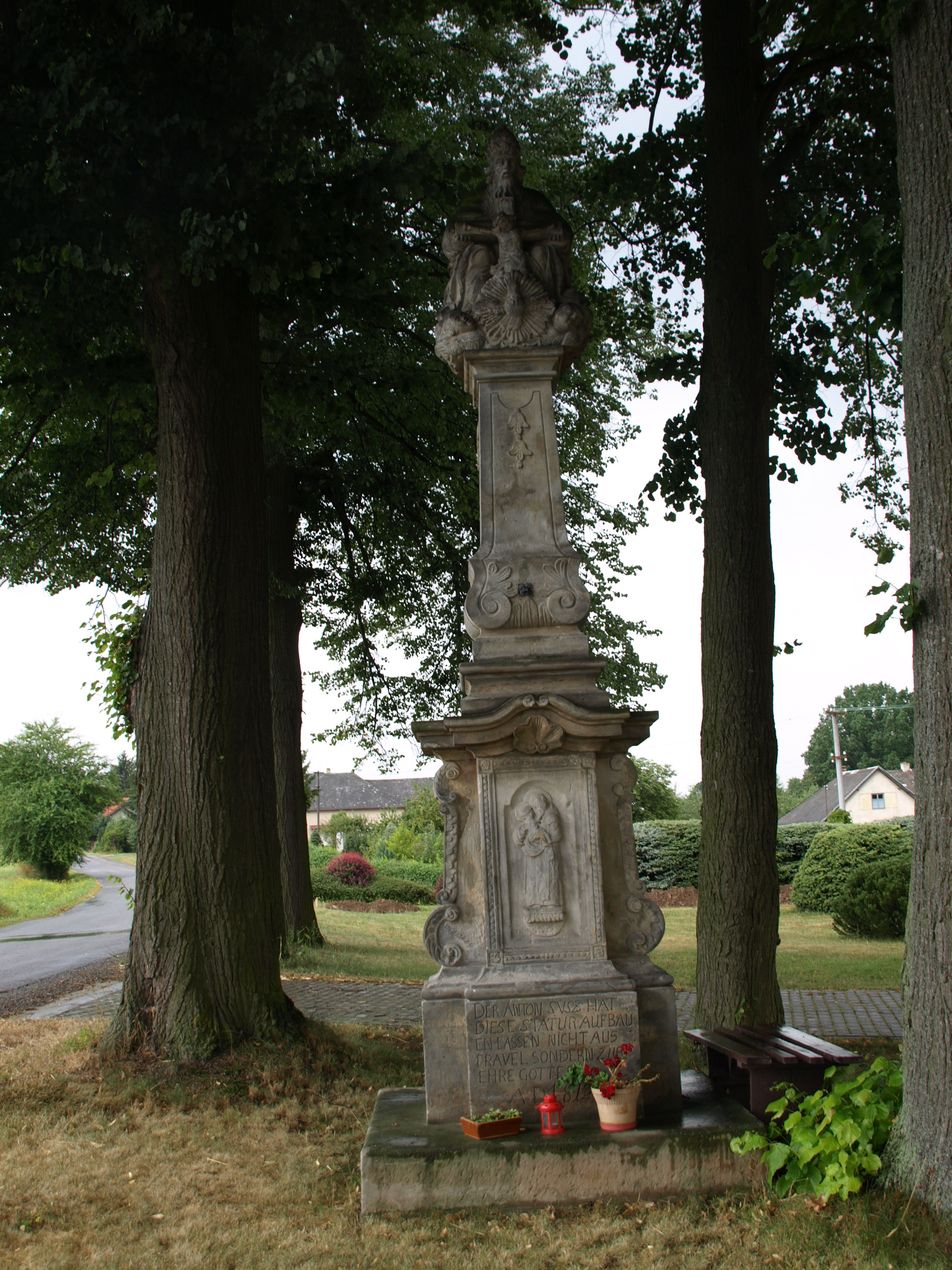
Statuengruppe der Hl. Dreifaltigkeit, erbaut 1812
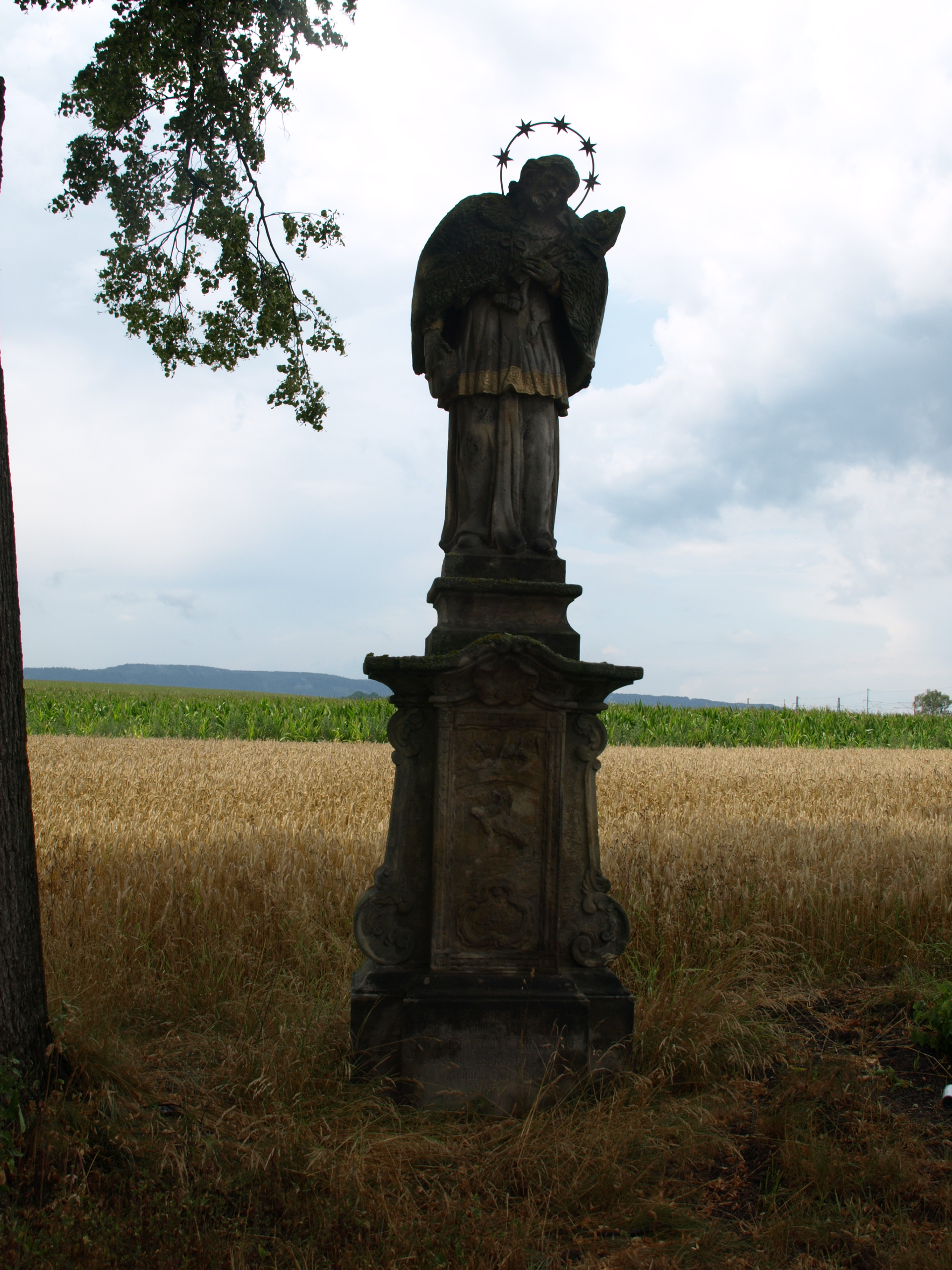
Statue des Hl. Johannes von Nepomuk, erbaut 1810
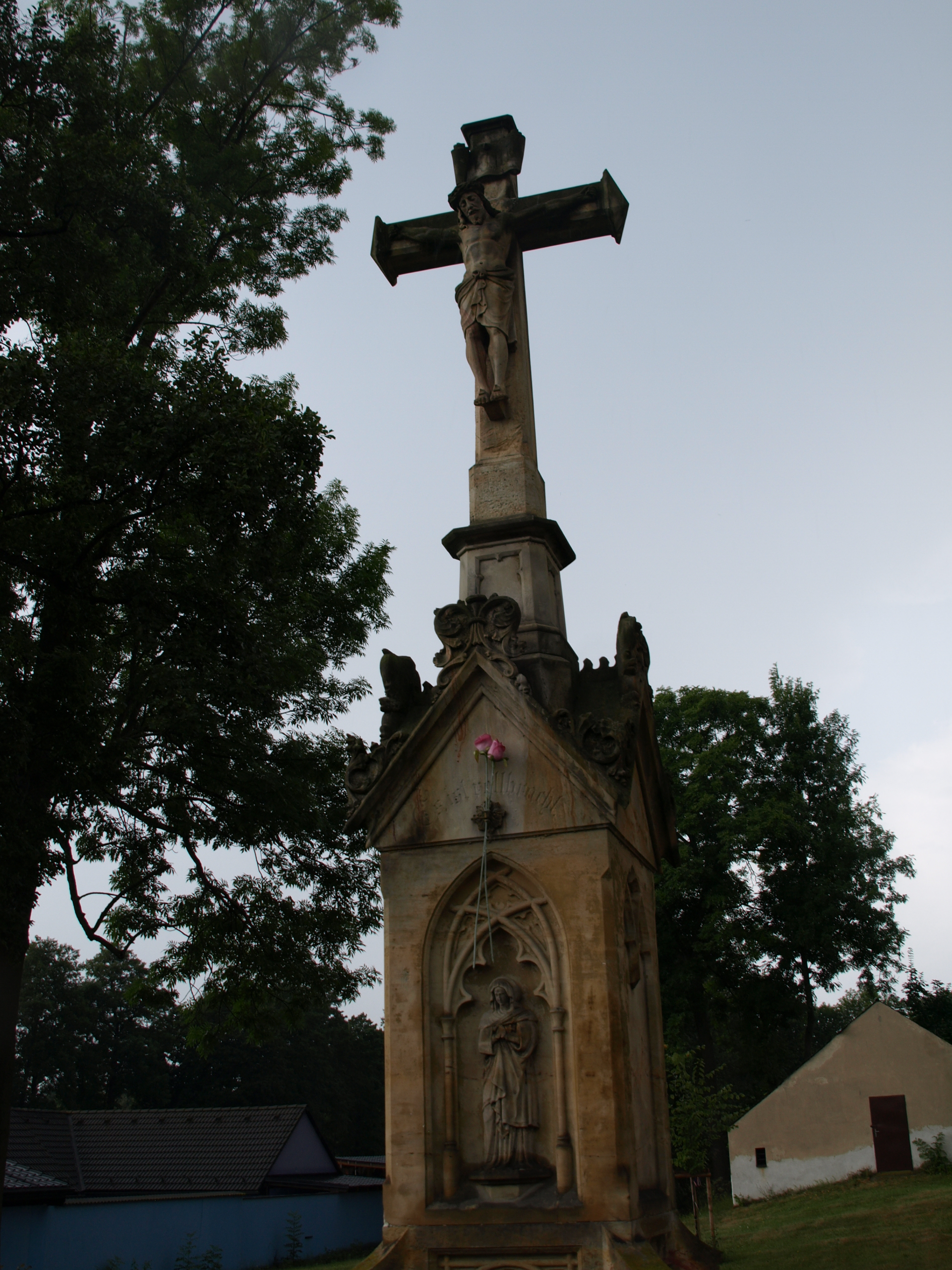
Grabmal der Familie Blaschka, bei der Margarethenkirche, erbaut 1894
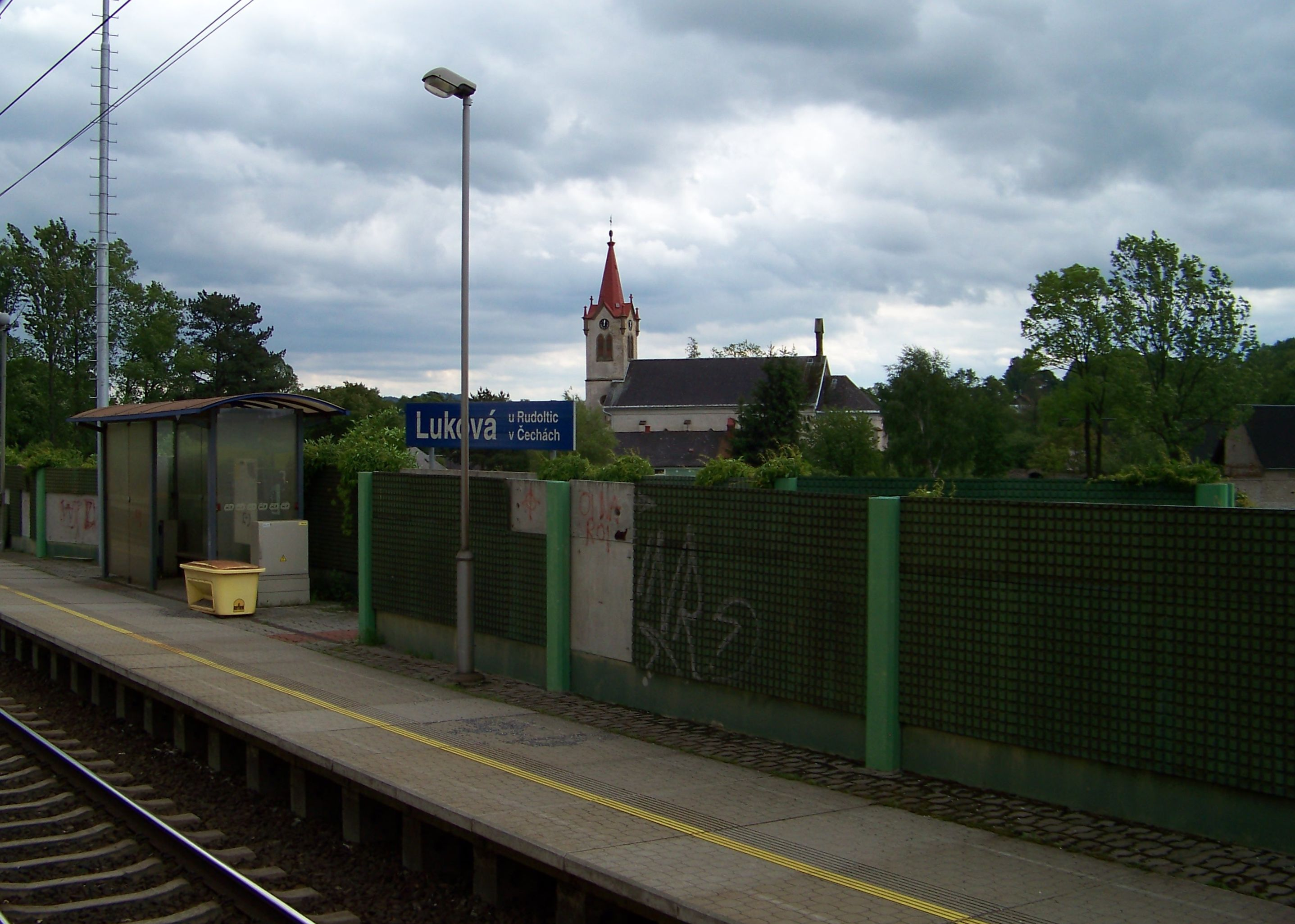
Eisenbahnstation Luková u Rudoltic